# Pflug (Familienname)
Pflug ist ein deutscher Familienname.

## Namensträger
- Adrian Pflug (* 1982), deutscher Fernsehmoderator
- Andreas Pflug (* 1958), deutscher Kabarettist
- Benno Pflug (um 1510–nach 1578), kursächsischer Politiker
- Bente Pflug (* 1989), deutsche Eisschnellläuferin
- Bernhard Pflug (1637–1716), Geheimer Rat und Hofmarschall, Oberstallmeister, Hauptmann des Neustädtischen Kreises und Rittergutsbesitzer
- Burkhard Pflug (1939–2009), deutscher Psychiater
- Christiane Pflug (1936–1972), deutsch-kanadische Künstlerin
- Christoph von Pflug († 1638), Rat und Gesandter des Grafen Anton Günther von Oldenburg
- Curt Goetz-Pflug (1919–1967), deutscher Regisseur und Drehbuchautor
- Denise Pflug (* 1981), deutsche Pornodarstellerin, siehe Denise la Bouche
- Eva Pflug (1929–2008), deutsche Schauspielerin
- Ferdinand Pflug (Schriftsteller) (1823–1888), deutscher Schriftsteller
- Ferdinand Pflug (Märtyrer) (um 1885–nach März 1937), russlanddeutscher Geistlicher und Märtyrer
- Friedrich Adolf Pflug (1810–1886), deutscher Gutsbesitzer und Unternehmer
- Friedrich Wilhelm August Pflug (1781–1832), preußischer Leutnant
- Georg Pflug (* 1951), österreichischer Statistiker
- Günther Pflug (1923–2008), deutscher Bibliothekar und Philosoph
- Hans Pflug (1900–1952), deutscher Historiker, Journalist und Hochschullehrer
- Hans Pflug-Franken (1899–1977), deutscher Journalist und Schriftsteller
- Hans Dieter Pflug (1925–2014), deutscher Geologe, Paläontologe und Hochschullehrer
- Helene Pflug, deutsche Kreisoberin beim Gesundheitsamt, sächsische Landtagsabgeordnete (SED)
- Hermann Pflug (* 1951), deutscher Klassischer Archäologe
- Jo Ann Pflug (* 1940), US-amerikanische Schauspielerin
- Johann Baptist Pflug (1785–1866), deutscher Maler
- Johann Georg Pflug (1835–1905), deutscher Veterinärmediziner
- Johannes Pflug (* 1946), deutscher Politiker (SPD), MdB
- Jonas Pflug (* 1992), deutscher Eisschnellläufer
- Josef Pflug (1869–1937), österreichischer Politiker (CSP)
- Julius von Pflug (1499–1564), katholischer Bischof der Diözese Naumburg (Saale)
- Karl Pflug (1880–1945), deutscher Pädagoge und Politiker (DNVP)
- Kaspar von Pflug († 1576), böhmischer Feldherr
- Lucie Pflug (1916–1993), deutsche Kulturfunktionärin (DDR)
- Maja Pflug (* 1946), deutsche Übersetzerin
- Martin Pflug (1886–1945), deutscher Orgelbauer in Wittenberge in Brandenburg
- Monika Pflug (* 1954), deutsche Eisschnellläuferin
- Nikolaus Pflug († 1631), deutscher Rittmeister
- Otto Heinrich Pflug (1640–1676), deutscher Jurist
- Peter Pflug (1891–1973), deutscher Schriftsteller, siehe Herbert Kranz
- Philipp Pflug, deutscher Politiker und Schullehrer
- Reinhard Pflug (1932–2012), deutscher Geologe
- Robert Pflug (* 1945), österreichischer Fußballtrainer
- Robert August Pflug (1832–1885), Architekt deutsch-baltischer Abstammung
- Rosa Pflug (1919–2016), russlanddeutsche Lyrikerin, Übersetzerin und Schriftstellerin
- Tham Pflug († 1596), kursächsischer Politiker
- Walther Pflug (1906–1985), deutscher Schlossdirektor
- Wolfram Pflug (1923–2013), deutscher Landschaftsökologe, Ingenieurbiologe und Forstwissenschaftler